# Kościół Matki Bożej Anielskiej w Motyczu
Kościół Matki Bożej Anielskiej w Motyczu – kościół w Motyczu, wybudowany w latach 1995–1996 po spaleniu zabytkowego, modrzewiowego kościoła barokowego z początku XVIII wieku, przeniesionego z Zemborzyc.

## Pierwszy kościół

### Historia
Kościół został zakupiony i przeniesiony do Motycza z Zemborzyc w 1922. W lipcu 1922 wykonano wewnątrz prace: malowanie, lamperię 1,5 m wysokości. Drzwi, okna i ławki zostały pomalowane farbą olejną. Od 2 lipca 1923 kościół wyposażony był w piorunochron. W 1930 dokonano gruntownego remontu kościoła: podstemplowano filary, które ustawiono na murowanym fundamencie, położono posadzkę, otynkowano ściany. W 1931 pomalowano kościół wewnątrz, pozłocono trzy ołtarze i ambonę, zakupiono nowe tabernakulum.

### Architektura
Długość kościoła wynosiła 27 metrów, szerokość – 11 m, wysokość – 27 m. Wieża pokryta była blachą, dach eternitem, zrąb oszalowany. Budynek był wewnątrz otynkowany i obielony. 
Kościół posiadał dwie zakrystie i trzy ołtarze. Główny ołtarz zdobił obraz Matki Bożej Anielskiej. W ołtarzach bocznych znajdowały się obrazy Świętego Stanisława Kostki (prawy) i Matki Bożej Różańcowej (lewy). Kościół posiadał obszerny chór i fisharmonię. Prezbiterium znajdowało się na tej samej wysokości co nawa kościelna. Sufit był sklepiony, wspierany na słupach drewnianych. 
W kościele znajdowało się 15 okien i posadzka cementowa, 10 ławek w nawie głównej i dwie przed prezbiterium, balustrada drewniana, żyrandol metalowy, lampa wieczysta i 12 zacheuszek. Kazania prowadzono z umieszczonej po prawej stronie ambony. Do budynku dostać się było można trzema wejściami: głównym i przez dwie zakrystie. 

### Pożar
11 lipca 1994 po godzinie 4.00 rano podpalacze wywołali pożar kościoła. Ogień rozprzestrzenił się od zewnątrz nad prezbiterium kolejno na strych, organy i ołtarz główny. Uszkodzony został obraz Matki Bożej Anielskiej, ołtarz boczny z obrazem św. Stanisława Kostki spłonął całkowicie. Uratował się obraz Matki Bożej Częstochowskiej w drugim bocznym ołtarzu. Pamiątki po spalonej świątyni przechowywane są w bibliotece parafialnej w Motyczu.

## Drugi kościół

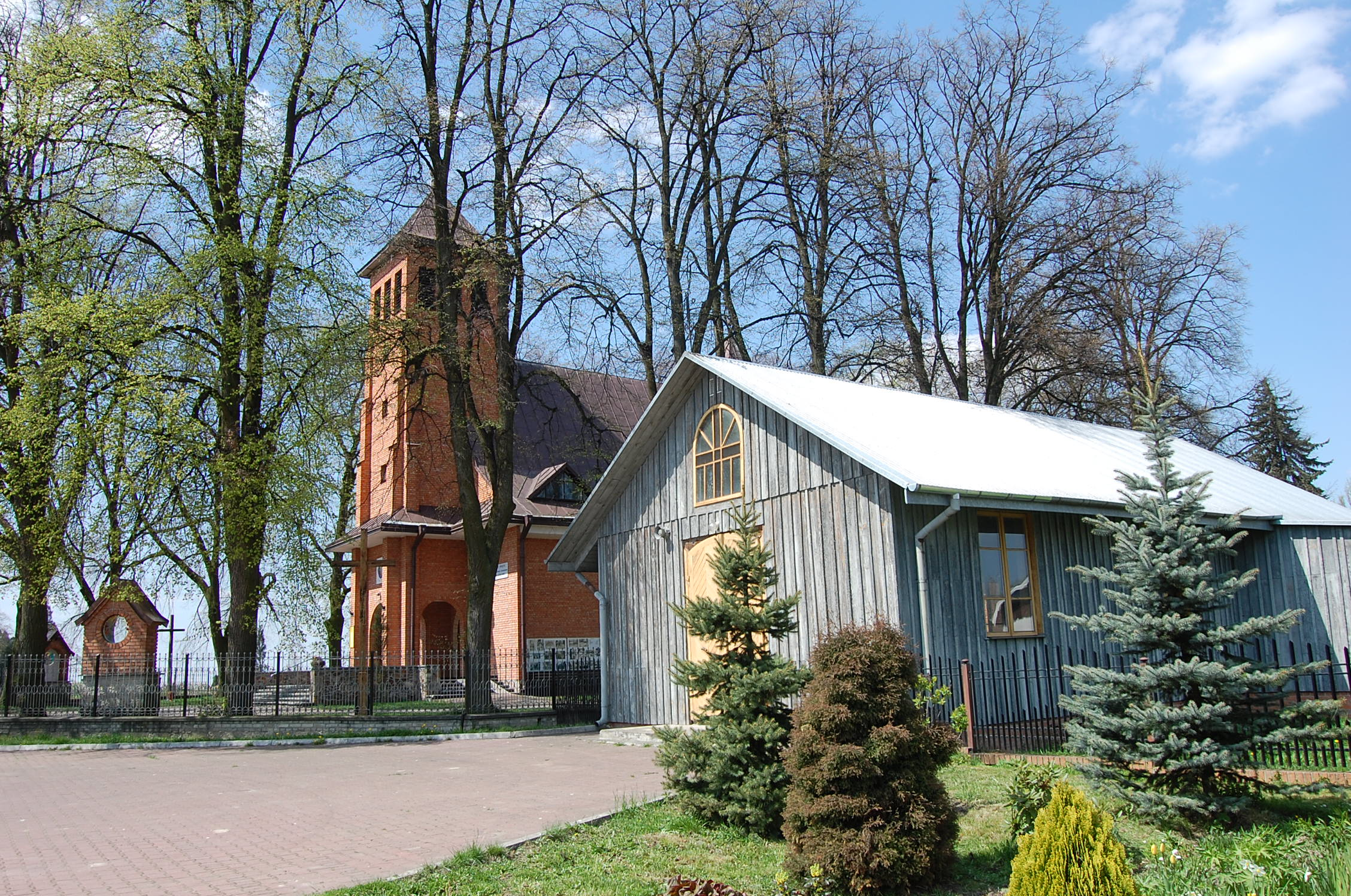
Kaplica i nowy kościół

Podjęto decyzję o odbudowie kościoła. Adaptowano dokumentację i konstrukcję kościoła z Nadrybia do Motycza. Kamień węgielny i poświęcenie ścian miało miejsce 6 sierpnia 1995 roku. Uroczystość poświęcenia nowej świątyni odbyła się 4 sierpnia 1996 roku. Kościół został zbudowany w stylu nowoczesnym z zachowaniem zrekonstruowanych barokowych ołtarzy. W 2003 roku w ołtarzu głównym umieszczono nowy obraz Matki Bożej Anielskiej namalowany przez Urszulę Parfianowicz z Puław, wzorowany na obrazie Jana Bogumiła Plerscha z XVIII wieku.